# Шонда Рајмс
Шонда Лин Рајмс (енгл. Shonda Lynn Rhimes; Чикаго, 13. јануар 1970) америчка је телевизијска продуценткиња и сценаристкиња, оснивачица продукцијске куће Shondaland. Уврштена у Кућу славних телевизије и Кућу славних Националног удружења емитера, Рајмс се прославила као шоурaнер (творац, главни писац и извршни продуцент) медицинске драме Увод у анатомију (2005—данас), њеног спинофа Приватна пракса (2007–2013) и политичког трилера Скандал (2012–2018), поставши прва жена која је створила три телевизијске драме које су достигле 100 епизода.
Била је извршна продуценткиња ABC-ове трилер серије Како се извући са убиством (2014–2020) и Netflix-ових серија Бриџертон (2020–данас), Краљица Шарлот: Прича о Бриџертоновима (2023) и Пројекат Ана (2022). Пет пута је била номинована за награду Еми, освојила је награду Златни глобус и добила посебне награде Британске телевизијске академије и Међународних награда Еми.
Године 2017. именована је за председницу Извршног комитета Академије телевизијске уметности и наука. Такође је део Савета за филм USC-а и Комитета за инклузитет Удружења сценариста.
Године 2007, 2013. и 2021, часопис Time је поставио Рајмс на Time 100, своју годишњу листу 100 најутицајнијих људи на свету. Према подацима из 2023. године, једна је од најбогатијих жена у индустрији забаве у Америци, са нето вредношћу од 250 милиона долара. Године 2015. објавила је своју прву књигу, мемоаре, Године говорења Да. Године 2016. Рајмс је основала The Rhimes Family фондацију чија је мисија подршка уметности, образовању и активизму.